# Eduard Siergijenko
Eduard Siergijenko (kaz. Эдуард Сергиенко, ur. 18 lutego 1983 r.) – kazachski piłkarz występujący na pozycji pomocnika. Od 2011 roku piłkarz kazachskiego klubu Irtysz Pawłodar. Ma na koncie dziewiętnaście występów w reprezentacji Kazachstanu, w której zadebiutował w 2006 roku.